# Мертва країна
Мертва країна (Deadland) — американський науково-фантастичний фільм 2009 року, знятий режисером Деймоном О'Стіном, сценаристом Гері Віксом. Прем'єра фільму Deadland відбулася на кінофестивалі в Атланті 18 квітня 2009 року. «Phase 4 Films» випустила його на DVD.

## Про фільм
Щоб врятувати свою зниклу дружину, чоловік повинен перетнути територію після Третьої світової війни та утворення нового світового мілітаризованого стану.

## Знімались
| Актор              | Роль      |
| ------------------ | --------- |
| Гері Вікс          | Сін Калос |
| Браян Ті           | Джакс     |
| Вільям Кетт        | Шив       |
| Гаррісон Пейдж     | Ред       |
| Каллен Дуглас      | Натаніел  |
| Джейсон Шейн-Скотт | Краннен   |

## Виробництво
Deadland знімали в Джорджії та Каліфорнії в 2007 році. Сценарист Гері Вікс був натхненний після того, як залишив свій мобільний телефон вдома. Після відмови від технологій він почав думати про часи, коли втратив доступ до інших технологічних досягнень. Він поставив фільм на п'ять років у майбутнє, оскільки хотів показати суспільство, яке пристосувалося до найгостріших небезпек. Він хотів, щоб головний герой знайшов причину жити, і, будучи романтиком, Вікс вирішив зробити сюжет історією кохання.

## Реліз
Прем'єра «Мертвої країни» відбулася на кінофестивалі в Атланті 18 квітня 2009 року. Phase 4 Films випустили його на DVD 23 листопада 2010 року.